# María Castro Jato
María Castro Jato és una actriu gallega nascuda a Vigo el 30 de novembre de 1981.

## Biografia
María Castro va néixer i viure a Vigo. Practicava gimnàstica rítmica (a la qual es va dedicar des dels 6 fins als 17 anys). Durant la seva trajectòria esportiva, va aconseguir guanyar el campionat de Galícia juntament amb Nelly Bouso Gasalla i Eva Bouso Gasalla. Va diplomar-se en Magisteri d'Educació Física i va cursar la llicenciatura de Ciències d'Activitats Físiques i Esport a la Universitat de Vigo. Maria Castro era una gran aficionada als esports físics; així, abans de donar-se a conèixer i dedicar-se completament al món de la interpretació, va exercir de professora d'Educació Física durant un breu període a Vigo. A banda dels estudis, la gallega dedicava el temps lliure a estudiar dansa contemporània, ballet clàssic, dansa moderna, hip-hop i cabaret. A més, va realitzar diversos cursos d'interpretació i doblatge.
Castro va començar fent d'hostessa en una televisió local, però el seu primer paper com a actriu va ser en una telesèrie d'èxit de la televisió autonòmica gallega, TVG, anomenada Pratos combinados.
Des d'aleshores, va formar part del repartiment de la primera telesèrie diària de producció espanyola de La Sexta, SMS, en què interpretava a Lucía. En aquest serial, va treballar al costat d'altres joves promeses del cinema i la televisió com Amaia Salamanca (amb la qual coincidirà posteriorment a Sin tetas no hay paraíso), Yon González, Aroa Gimeno i Mario Casas. Més tard, va interpretar a Jessica a la sèrie emesa per Telecinco Sin tetas no hay paraíso, paper que la va fer famosa a escala estatal.

## Filmografia

### Cinema
| Llargmetratges - La vida mancha (2003) - Días azules (2006) - Los muertos van deprisa (2009) - Combustión (2013) - Pancho (2014) - 22 àngels (2016) | Curtmetratges - Retrato (2005) - Rosa dos ventos (2007) - Miedo (2010) - Adivina quién viene a comer mañana (2012) |

### Televisió
Sèries
- Pratos combinados (1995-2006)
- Avenida de América (2002-2005)
- O show dos Tonechos (2006)
- Ellas y el sexo débil (2006,un episodi)
- Los Serrano (2006,un episodi)
- SMS, sin miedo a soñar (2006-2007)
- Rocío, casi madre (2007)
- Sin tetas no hay paraíso (2008-2009)
- Una bala para el Rey (2009)
- Vive cantando (2013)
- Anna Karenina (2013)
- Salaó (2013)
- Aída (2013,un episodi)
- Tierra de lobos (2010-2014)

Programes
- Grandes Musicais (1999) - TVG.
- Estreas TVG (2000) - TVG.
- Gala Especial de Noiteboa (2001) - TVG.
- Gala de Entrega dos Premios Álvaro Cunqueiro (2002) - TVG.
- Gala Cutty Sark (2002) - TVG.
- Noites de verán (2002, 2003) - TVG.
- Pillados (2005) - TVG.
- Curtocircuito (2005, 2006) - TVG.
- Arredemo (2007) - TVG.

### Doblatge
- Pérez, el ratoncito de tus sueños 2 (2008)
- El sueño de una noche de San Juan (2005)

### Videoclips
- "Fuiste tú" (2008), de Melocos
- "Nada se compara a ti" (2009), de Carlos Baute

## Teatre
- La ratonera (2010) d'Agatha Christie; dirigida per Víctor Conde - com a Mollie Ralston.
- Crimen perfecto (2011), d'Alfred Hitchcock; dirigida per Víctor Conde - com a Margot Wendice.
- Una semana, nada más (2013), de Clément Michel; dirigida per Gabriel Olivares - com a Sofía

## Premis
- Premi Ondas 2009 - Millor intèrpret femenina de ficció nacional - Sin tetas no hay paraíso.
- Fotogramas de Plata
  - 2010 - Millor actriu de teatre - La ratonera.
  - 2009 - Millor actriu de televisió - Sin tetas no hay paraíso.
- Premi TP d'Or 2009 Millor actriu per Sin tetas no hay paraíso.
- Premis Mestre Mateo
  - 2008 - Millor interpretació femenina de repartiment - Los muertos van deprisa.
  - 2007 - Millor comunicadora de TV - Arredemo.
  - 2005 - Millor interpretació femenina de repartiment - Pratos combinados.
- Must! Awards
  - 2010 - Millor interpretació femenina de l'any - Sin tetas no hay paraíso.
  - 2010 - Millor interpretació femenina de l'any - La ratonera.

Altres
2008
- Guanyadora del Premi a la Millor Imatge en la XII edició d'Imatge, Saló de Perruqueria i d'Estètica en Expourense 2008.
- Guanyadora del Premi EñE de la televisió com a Millor interpretació femenina de repartiment per Sin tetas no hay paraíso.
- El mes de novembre d'aquest any, fou escollida 'Gallego/a del mes' per El Correo Gallego.
- Nominada en els Millors de Quidsweb com a Millor actriu per Sin tetas no hay paraíso.
- Finalista en els Premis TP d'Or com a Millor actriu per Sin tetas no hay paraíso.
- Finalista en els Premis Fotogramas de Plata com a Millor actriu de televisió per Sin tetas no hay paraíso.
- Nominada en els I Premis Pizquita Series com a Millor actriu per Sin tetas no hay paraíso.

2009
- Guanyadora del Premi Carabela de Oro de Baiona.
- Nominada en els I Premis del Público TV com a Millor actriu de repartiment de drama per Sin tetas no hay paraíso.
- Guanyadora del Premi EñE de la TV com a Millor interpretació femenina de repartiment per Sin tetas no hay paraíso.
- Nominada en els Millors de Quidsweb com a Millor actriu per Sin tetas no hay paraíso.

2010
- Nominada en els II Premis del Público TV com a Millor actriu protagonista de drama per Sin tetas no hay paraíso.